# Troels Arnkiel
Troels Arnkiel (døbt 28. april 1638 i Toldsted, døde 7. september 1712 i Aabenraa) var præst i Åbenrå og forsker i oldkyndighed.
Han besøgte latinskolerne i Lybæk og Reval (estisk: Tallinn) og læste ved universiteterne i Leipzig og Kiel. Arnkielparken ved Munkwolstrup er opkaldt efter ham.

## LItteratur
- Jürgen Beyer: Zu Schulbesuch und Studium des späteren Apenrader Propstes Troels Arnkiel (1638-1712), besonders in Reval und Kiel, i: Zeitschrift der Gesellschaft für Schleswig-Holsteinische Geschichte 135 (2010), s. 131-146